# Live Phish Volume 8
Live Phish Vol. 8 es un álbum en directo de la banda de rock estadounidense Phish grabado en directo en el E Centre de Camden, Nueva Jersey, un suburbio de Filadelfia el 10 de julio de 1999.

## Lista de canciones

### Disco 1
1. "Wilson" (Anastasio, Marshall, Woolf) - 7:38 ->
2. "Chalk Dust Torture" (Anastasio, Marshall) - 14:09
3. "Roggae" (Anastasio, Fishman, Gordon, Marshall, McConnell) - 8:15
4. "Water in the Sky" (Anastasio, Marshall) - 5:57
5. "Back at the Chicken Shack" (Smith) - 7:18
6. "Sparkle" (Anastasio, Marshall) - 3:59
7. "Bathtub Gin" (Anastasio, Goodman) - 16:15 ->
8. "Golgi Apparatus" (Anastasio, Marshall, Szuter, Woolf) - 5:05

### Disco 2
1. "Tweezer" (Anastasio, Fishman, Gordon, McConnell) - 20:32
2. "Mountains in the Mist" (Anastasio, Marshall) - 7:21 ->
3. "Birds of a Feather" (Anastasio, Fishman, Gordon, Marshall, McConnell) - 14:09
4. "When the Circus Comes" (Hidalgo, Pérez) - 7:07
5. "Fluffhead" (Anastasio, Pollak) - 18:30
6. "While My Guitar Gently Weeps" (Harrison) - 6:02 ->
7. "Tweezer Reprise" (Anastasio, Fishman, Gordon, McConnell) - 4:30

## Personal
- Trey Anastasio - guitarra, voz
- Page McConnell - piano, órgano, voz
- Mike Gordon - bajo, voz
- Jon Fishman - batería, aspiradora , voz